# 안토니오 플로로 플로레스
안토니오 마리아노 플로로 플로레스(이탈리아어: Antonio Mariano Floro Flores, 1983년 6월 18일 ~ )는 이탈리아의 전 축구 선수다.